# Penicula
Penicula is een geslacht van vlinders van de familie dikkopjes (Hesperiidae), uit de onderfamilie Hesperiinae.

## Soorten
- P. bryanti (Weeks, 1906)
- P. crista Evans, 1955
- P. cristatus (Bell, 1930)
- P. cristina Evans, 1955
- P. yva (Plötz, 1886)